# Rio São Francisco (Piquiri)
Der Rio São Francisco ist ein etwa 75 km langer linker Nebenfluss des Rio Piquiri im Westen des brasilianischen Bundesstaats Paraná.

## Geografie

### Lage
Das Einzugsgebiet des Rio São Francisco befindet sich auf dem Terceiro Planalto Paranaense (Dritte oder Guarapuava-Hochebene von Paraná).

### Verlauf
Sein Quellgebiet liegt im Munizip Guaraniaçu auf 592 m Meereshöhe etwa 7 km nordöstlich der Stadtmitte in der Nähe der BR-277.
Der Fluss verläuft mit vielen Schleifen überwiegend in nördlicher Richtung. Er fließt im Munizip Guaraniaçu von links in den Rio Piquiri. Er mündet auf 334 m Höhe. Er ist etwa 75 km lang.

### Munizipien im Einzugsgebiet
Der Rio São Francisco verläuft vollständig innerhalb des Munizips Guaraniaçu.